# Neoarctia beanii
Neoarctia beanii là một loài bướm đêm thuộc phân họ Arctiinae, họ Erebidae.